# Heinrich Schaper (Orgelbauer)
Heinrich Schaper (* 12. November 1802 in Sack (Alfeld); † 23. Oktober 1884 in Hildesheim) war ein deutscher Orgelbauer, der im 19. Jahrhundert vorwiegend im Bereich des Bistums Hildesheim wirkte.

## Leben und Werk
Heinrich Schaper wurde als Sohn von Christoph Schaper geboren und am 16. November 1802 getauft. Bei wem er den Orgelbau erlernt hat, ist unbekannt und bisher auch nicht durch stilistische Vergleiche zu ermitteln. Schaper machte sich 1833 in Alfeld als Orgelbauer selbstständig und verlegte die Werkstatt 1844 nach Hildesheim. In traditioneller Weise baute er Orgeln ausschließlich mit Schleifladen und mechanischer Traktur. Insgesamt schuf Schaper 52 neue Orgeln. Hinzu kommen Erweiterungsumbauten, Umdisponierungen und Reparaturen. Sein Sohn August Schaper übernahm um 1875 das Unternehmen.

## Werkliste
In der fünften Spalte bezeichnet die römische Zahl die Anzahl der Manuale, ein großes „P“ ein selbstständiges Pedal, ein kleines „p“ ein nur angehängtes Pedal. Die arabische Zahl gibt die Anzahl der klingenden Register an. Die letzte Spalte bietet Angaben zum Erhaltungszustand oder zu Besonderheiten.
| Jahr      | Ort                     | Kirche                      | Bild | Manuale | Register | Bemerkungen |
| --------- | ----------------------- | --------------------------- | ---- | ------- | -------- | --- |
| 1840      | Groß Heere              | Ev.-luth. Kirche            |      | II/P    | 14       | erhalten |
| 1849      | Möllensen               | Marienkirche                |      | I/P     | 8        | weitgehend erhalten |
| 1857      | Listringen              | St. Georg                   |      | I/P     | 6        | erhalten |
| 1859      | Steinhude               | Petrus-Kirche               |      | II/P    | 18       | 1978–1979 durch Neubau von G. Steinmann ersetzt |
| 1859      | Eimsen                  | Ev.-luth. Kirche            |      | II/P    | 12       | später umdisponiert |
| 1862      | Alfeld (Leine)          | St. Nicolai (Interimsorgel) |      | I/P     | 8        | 1864 Umsetzung in die Ev.-luth. Kirche Gustedt, wo das Werk umgebaut erhalten ist |
| 1862–1863 | Alfeld (Leine)          | St. Nicolai                 |      | III/P   | 31       | größte Orgel Schapers; 1957–1962 eingreifende Umbauten durch Friedrich Weißenborn und 1967 durch E. Hammer, 2012 Rückbau des Rückpositivs und Instandsetzung                                                                       |
| 1863      | Baddeckenstedt          | Ev.-luth. Kirche            |      | II/P    | 12       | verändert erhalten (II/P/13) |
| 1863      | Münstedt                | Ev.-luth. Kirche            |      | II/P    | 13       | weitgehend erhalten |
| 1864      | Woltershausen           | St. Marienkirche            |      | II/P    | 14       | später umgebaut |
| 1862–1865 | Handorf                 | Ev.-luth. Kirche            |      | II/P    | 14       | Unter Verwendung von Registern der Vorgängerorgel (4 ganz und 2 teilweise); 1928 Erneuerung von 3 Registern durch Furtwängler & Hammer; 1961 Restaurierung und Erweiterung um 4 Register durch L. Wetzel; zum großen Teil erhalten |
| 1866      | Binder (Baddeckenstedt) | Ev.-luth. Kirche            |      | I/P     | 4        | später umgebaut |
| 1867      | Desingerode             | St. Mauritius               |      | II/P    | 22       | verändert erhalten |
| 1867      | Sottrum                 | St. Andreas                 |      | I/p     | 5        | später umdisponiert |
| 1868      | Oedelum                 | Ev.-luth. Kirche            |      | II/P    | 11       | erhalten |
| 1868      | Petze                   | Ev.-luth. Kirche            |      | I/P     | 8        | erhalten |
| 1868      | Uetze                   | Johannes der Täufer         |      | II/P    | 19       | später umgebaut |
| 1869      | Immingerode             | Kath. Kirche                |      | II/P    | 11       | später umgebaut |
| 1870      | Neuhof                  | Ev.-luth. Kirche            |      | II/P    | 12       | verändert erhalten |
| 1871      | Hagenburg               | St. Nicolai                 |      | II/P    |          | später eingreifend verändert |
| 1871      | Leezen (Holstein)       | Ev.-luth. Kirche            |      | I/P     | 8        | nicht erhalten, 2003 Neubau durch Gebr. Hillebrand (II/P/15) im Stile Schapers |
| 1873      | Hoheneggelsen           | St. Martin                  |      | II/P    | 17       | erhalten |
| 1873      | Klein Elbe              | Ev.-luth. Kapelle           |      | I/P     | 7        | später umdisponiert |
| 1875      | Lamspringe              | Ev.-luth. Kirche            |      | II/P    | 20       | später umgebaut |
| 1876–1877 | Sehlem                  | Cäcilienkirche              |      | II/P    | 12       | verändert erhalten |